# Kreativno staklo Srbije
Kreativno staklo Srbije je inicijativa koja povezuje kulturno nasleđe, umetnost, kreativno preduzetništvo i industriju stakla. Misija inicijative je da istraži tradiciju i industrijsko nasleđe srpskog staklarstva i od njih napravi nove društvene i ekonomske mogućnosti za održivo zapošljavanje i razvoj kreativne ekonomije.
Inicijativom rukovodi Institut za kreativno preduzetništvo i inovacije, a direktorka inicijative je dr Hristina Mikić, profesorka finansija i ekonomije, pionir u razvoju kreativne ekonomije na ovim prostorima.

## Počeci inicijative
Počeci inicijative datiraju iz 2018. godine, kada je Institut za kreativno preduzetništvo i inovacije započeo rad na istraživanju privrednog nasleđa Paraćina. Tada je postojala ideja da se primene inovativni alati u oblasti industrijskog nasleđa i transferišu inovacije koje je razvio Institut u praksu zaštite i prezentacije nasleđa. Tragalo se za industrijskim nasleđem koje pruža dobru podlogu da se ostvari transdisciplinarna sinergija sa kreativnom ekonomijom. Ideja je bila da se naprave digitalne rekonstrukcije svih predmeta koji su relevantni svedoci razvoja Srpske fabrike stakla, a nisu sačuvani u fizičkom obliku u muzejima, kao i da se digitalizuje određena građa koja može poslužiti za razvoj kreativnog preduzetništva u staklu i da se na ovaj način sprovede preventivna zaštita staklarskog nasleđa. 

## Inicijativa danas
Inicijativa okuplja različite aktere i služi kao  mali ekosistem za rad u staklu, zato je kasnije i dobila naziv Kreativno staklo Srbije. Trenutno se sastoji iz tri komponente – Platforme, Foruma kreativno staklo i Laboratorije za kreativno staklo. 

### Platforma Kreativno staklo Srbije
Platforma služi kao živi alat za komunikaciju i stvaranje narativa o paraćinskom staklu, unapređenje znanja o izradi stakla, kulturi njegove upotrebe i memoralizaciju ličnih, kolektivnih i javnih sećanja na ovo staklo. Poseban deo platofrme je Vitrum gde je digitalizovano, dokumentovano i obrađeno više od 300 predmeta od stakla. 

### Forum kreativno staklo
Forum kreativno staklo je događaj koji okuplja relevantne ljude iz zemlje i inostranstva sa ciljem da se razmene ikskustva u razvoju stakla i novim tendencijama u staklarstvu. Forum se održava svake druge godine i ima određenu globalnu temu koja se preispituje u regionalnim i nacionalnim okvirima. Tema foruma nije vezana samo za ručnu izradu stakla, već za inovacije u staklu koje su povezane sa novom paradigmom kreativne ekonomije. 

### Laboratorija za kreativno staklo
Laboratorija se zasniva na modelu otvorenih inovacija, istraživanju i dokumentovanju tradicije staklarstva i radu sa lokalnom zajednicom u Paraćinu. Na njoj se istražuje staklo kao materijal, stare staklarske tehnike i njihova nova upotrebna vrednost. Trenutno funkcioniše kao mobilna laboratorija koja koristi hladne tehnike obrade stakla, i sarađuje sa starim majstorima i dizajnerima. 

## Saradnje
Inicijativa Kreativno staklo Srbije ostvarila je saradnju sa najpoznatijim muzejom za staklo Muzej stakla Korning – Studio za staklo, sa kojim zajednički radi na preliminarnoj tehničkoj proceni za revitalizaciju paraćinskog staklarstva i pokretanje Laboratorije za kreativno staklo u Paraćinu sa ručnom proizvodnjom stakla, različitim istorijskim tehnikama obrade stakla i centrom za digitalnu industrijsku arheologiju. 
Zahvaljujući inicijativi Kreativno staklo Srbije, Srbija se prvi put pridružila proslavi Evropskih dana umetničkih zanata u 2024. godini.

## Galerija
- Čaše od iberfang kristala (ručni rad), Zbirka uzoraka i eksponata Srpske fabrike stakla[12]

## Napomene i reference
1. ↑  „Kreativno staklo Srbije”. Kreativno staklo Srbije. Приступљено 16. 06. 2024.
2. ↑  „Prof. dr Hristina Mikić”. Univerzitet Metropolitan Beograd. Приступљено 17. 06. 2024.
3. ↑  „Kreativno staklo Srbije”. Kreativno staklo Srbje. Приступљено 17. 06. 2024.
4. ↑  „Creative Glass Forum”. Kreativno staklo Srbije. Приступљено 17. 06. 2024.
5. ↑  „Creative Glass Lab”. Kreativno staklo Srbije. Приступљено 17. 06. 2024.
6. ↑  „Muzej stakla Korning, Republički zavod za zaštitu spomenika kulture i inicijativa Kreativno staklo Srbije zajedničkim snagama u očuvanju i revitalizaciji paraćinskog staklarstva”. Institut za kreativno preduzetništvo i inovacije. 09. 01. 2024. Приступљено 16. 06. 2024.
7. ↑  „Zajedničkim snagama u očuvanje i revitalizaciju paraćinskog staklarstva”. Kreativno staklo Srbije. 20. 01. 2024. Приступљено 16. 06. 2024.
8. ↑  Mitrović, M. „Kako kreativna ekonomija može da udahne novi život srpskom staklu”. Radio Televizija Srbije. Приступљено 2. 7. 2024.
9. ↑  „Creative Glass LAB deo međunarodne manifestacije “Evropski dani umetničkih zanata” 2024”. Institut za kreativno preduzetništvo i inovacije. Приступљено 16. 06. 2024.
10. ↑  „WCCE Supported EACD Events 2024 – Serbia”. WCCE. Архивирано из оригинала 16. 06. 2024. г. Приступљено 16. 06. 2024.
11. ↑  „Srbija se priključuje Evropskim danima umetničkih zanata paraćinskim staklarstvom”. Beta. 03. 04. 2024. Приступљено 17. 06. 2024.
12. ↑  „Kristalijera”. Kreativno staklo Srbije. Приступљено 17. 06. 2024.

## Spoljašnje veze
- Kreativno staklo Srbije
- Institut za kreativno preduzetništvo i inovacije